# Hespererato
Hespererato is een geslacht van weekdieren uit de klasse van de Gastropoda (slakken).

## Soorten
- Hespererato columbella (Menke, 1847)
- † Hespererato emmonsi (Whitfield, 1894)
- Hespererato galapagensis Schilder, 1933
- Hespererato martinicensis Schilder, 1933
- Hespererato maugeriae (J.E. Gray, 1832)
- Hespererato nanhaiensis Ma, 1994
- Hespererato rehderi (Raines, 2002)
- Hespererato rubra Fehse, 2016
- Hespererato scabriuscula (Gray, 1832)
- Hespererato vitellina (Hinds, 1844)

### Synoniemen
- Hespererato pallida Oleinik, Petuch & Aley IV, 2012 => Eratoidea watsoni (Dall, 1881)
- Hespererato septentrionalis C. N. Cate, 1977=> Eratoena septentrionalis (C. N. Cate, 1977)
- † Hespererato zevitellina Laws, 1941 =>  †  Bellerato zevitellina (Laws, 1941)